# Amt Ludwigsfelde-Land
Das Amt Ludwigsfelde-Land war ein 1992 gebildetes Amt, in dem neun Gemeinden im Norden des damaligen Kreises Zossen (heute Landkreis Teltow-Fläming, Brandenburg) zu einem Verwaltungsverbund zusammengeschlossen waren. Sitz der Amtsverwaltung war zunächst in Ludwigsfelde, ab 2001 in Großbeeren. Das Amt Ludwigsfelde-Land wurde 2001 wieder aufgelöst. Es hatte Ende 2000 in zwei Gemeinden 5956 Einwohner.

## Geographische Lage
Das Amt Ludwigsfelde-Land grenzte im Norden an die Stadt Teltow und das Land Berlin, im Osten an das Amt Blankenfelde-Mahlow, im Südosten an das Amt Zossen, im Süden an das Amt Trebbin, im Westen an das Amt Rehbrücke und im Nordwesten an das Amt Stahnsdorf.

## Geschichte
Der Bildung des Amtes Ludwigsfelde-Land wurde am 30. Mai 1992 vom Ministerium des Innern des Landes Brandenburg und mit Wirkung zum 1. Juni 1992 die Zustimmung erteilt. Als Amtssitz wurde die Stadt Ludwigsfelde bestimmt, die selbst amtsfrei war, d. h. das Amt Ludwigsfelde-Land war ein Amt nach dem sog. Amtsmodell 3. Folgende Gemeinden waren im Amt Ludwigsfelde-Land zusammengeschlossen:
- Ahrensdorf
- Genshagen
- Gröben
- Großbeeren
- Kerzendorf
- Löwenbruch
- Osdorf mit Ortsteil Heinersdorf
- Siethen
- Wietstock

Zum 16. Juli 1993 zog die Amtsverwaltung nach Ludwigsfelde um. Zum 31. Dezember 1997 schieden folgende Gemeinden aus dem Amt Ludwigsfelde-Land aus und wurden in die Stadt Ludwigsfelde eingegliedert: Genshagen, Gröben, Kerzendorf, Löwenbruch, Siethen und Wietstock. Am 31. Dezember 1999 wurde Osdorf nach Großbeeren eingegliedert. Am 2. Januar 2001 zog die Amtsverwaltung wiederum nach Großbeeren um.
Das Amt Ludwigsfelde-Land wurde durch das Ministerium des Innern mit der Bekanntmachung vom 15. November 2001 und mit Wirkung zum 30. November 2001 aufgelöst. Von den beiden letzten im Amt verbliebenen Gemeinden wurde Ahrensdorf ebenfalls am 30. November 2001 nach Ludwigsfelde eingegliedert, Großbeeren wurde amtsfreie Gemeinde. Dafür wurde Diedersdorf aus dem Amt Blankenfelde-Mahlow am 31. Dezember 2001 nach Großbeeren eingegliedert.

## Amtsdirektor
Erster und einziger Amtsdirektor war Wolfgang Wende. Er war 1990 zum Bürgermeister von Großbeeren gewählt worden; das Amt gab er zum Dienstantritt als Amtsdirektor auf. 2001 war Gisela Röder bis zur Auflösung des Amtes stellvertretende Amtsdirektorin.